# Лукьяновская (Кирилловский район)
Лукьяновская — упразднённая деревня в Кирилловском районе Вологодской области.
Входила в состав Николоторжского сельского поселения, с точки зрения административно-территориального деления — в Волокославинский сельсовет. Исключена из учётных данных в 2022 году.

## География
Расстояние до районного центра Кириллова по автодороге — 36 км, до центра муниципального образования Никольского Торжка по прямой — 9 км. Ближайшие населённые пункты — Большое Осаново, Дорогуша, Большое Коровино.

## Население
| 2010 |
| ---- |
| 0    |

По данным переписи в 2002 году постоянного населения не было.